# Schanzenberg (Granitz)
Der Schanzenberg ist eine Wallanlage im Waldgebiet der Granitz im Südosten der Insel Rügen.

## Lage und Beschreibung

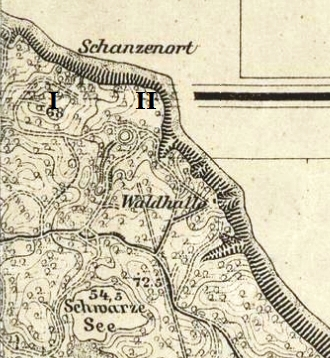
Burgwall Schanzenort: Schanzenort (I), Falkenberger Ufer (II), Messtischblatt 376, 316a: Middelhagen (Ausschnitt), 1885

Im Südosten der Insel Rügen erstreckt sich die Granitz als Gruppe bewaldeter Höhen. In der Granitz nennt Grümbke drei Wälle, die alle drei nicht weit vom Meer auf den Uferhöhen des Silvitzer und Granitzer Ortes liegen. Das Wort „Granitz“ deutet auf eine viereckige, hölzerne Grenzmarkierung hin, woraus sich später eine Bezeichnung für die Grenze selbst entwickelte (siehe auch Granica). Warum das Waldgebiet diesen Namen erhielt, ist unbekannt. Der Name „Silvitzer Ort“ scheint auf eine eingegangene Ortschaft hinzuweisen. Der mittlere Wall, der Schanzenberg oder auch Schanzenort genannt, befindet sich in der Nähe des schwarzen Sees und ist gegen das Falkenberger Ufer gewandt. Mit Bäumen und Gebüsch überwachsen, ist der Wall nur schwer aufzufinden. Die halbkreisförmige Anlage liegt auf einer Anhöhe, die die Natur selbst als Wall geformt hat. Die Abdachung des Walles trifft mit der abschüssigen Senke, der Berglehne, so genau zusammen, dass es nur ein Ganzes zu sein scheint. Grümbke beschreibt weiter, dass sich zu beiden Seiten dieser größeren Anlage zwei weitere, kleinere Befestigungen befinden. Westlich befindet sich die eine, nicht weit des Silvitzer Ortes (Umgebung der Koordinaten 54.399433N | 13.634216O). In östliche Richtung befindet sich die Andere hinter den Kathrinenbergen (Koordinaten 54.388352N | 13.687731O), ungefähr mittig zwischen Granitzer Ort und Quitzlaser Ort. Tatsächlich liegt der Schanzenberg am östlichen Ufer des Granitzer Ortes, welches übereinstimmend mit Grümbkes Beschreibung den Namen Schanzenort trägt (Koordinaten 54.400842N | 13.668644O). Die, auf einem Ufervorsprung durch den Wall geschützte, Fläche beträgt etwa 200 × 150 Meter. Innerhalb der Anlage ist der Wall 2 bis 3 Meter, außerhalb der Anlage 5 bis 9 Meter hoch. Die Lage ermöglicht eine weite Sicht sowohl nach Norden, wie auch nach Süden. Ausgrabungen, die weitere Ergebnisse liefern können, sind bisher nicht erfolgt. Der Wall befindet sich unweit nordwestlich des Falkenberger Ufers. Wie nach Grümbkes Beschreibung ist die Anlage aufgrund der Topographie des Geländes nur schwer erkennbar und liegt auf einem vorhandenen Höhenzug, welcher durch den aufgesetzten Wall zusätzlich erhöht bzw. verstärkt wird. Im nordwestlichen und nordöstlichen Ende des Walls befinden sich zwei Zugänge durch die der Hochuferweg verläuft. Der nordwestliche Eingang war 2015 anhand eines über dem Zugang fast waagerecht umgeknickten Baumstamms auffallend gekennzeichnet. Südlich dieses Zuganges befinden sich zwei weitere Walleinschnitte an der Westseite der Anlage. Diese beiden Durchbrüche sind auf der Messtischblatt 376, 316a: Middelhagen (Ausschnitt) verzeichnet (westlich und nördlich von I). Sie scheinen einen jeweiligen Zugang zu den, hinter dem Wall gelegenen, unterschiedlichen Höhenebenen zu geben. Im Wallareal kurz hinter dem nordöstlichen Zugang befinden sich zwei quadratische Betonfundamente unbekannter Funktion, wodurch dieser Eingang leicht aufzufinden ist. Südlich davon befindet sich noch ein weiterer Durchbruch durch den östlichen Wall. Die Uferkante, welche die Wallanlage umschließt, senkt sich relativ sanft zum Wasser hinab, so dass der Kliffbereich fast vollständig bewaldet ist. Anhand dieser topographischen Eigenschaft wird sich die Küstenerosion in diesem Bereich verzögert und so der Erhalt der Anlage begünstigt worden sein.
Der von Grümbke genannte Wall am Silvitzer Ort ist, aufgrund fortwährender Uferabstürze, nicht mehr vorhanden. Auch die Anlage hinter den Kathrinenbergen ist anhand dieser Gründe nur noch auf einem geringen Ufervorsprung vorhanden.
Nach Alfred Haas entsprachen die äußeren Anlagen, ähnlich wie der Sattel auf dem Hengst, als treffliche Warte (castrum speculatorium) für die, sich nordostwärts ausbreitenden, Meeresflächen. Beide Punkte könnten im Verbund die Lage in der Prorer Wiek überwacht haben. So trägt das Gebiet zwischen Silvitzer Ort und Granitzer Ort den Namen „Kieköwer“ oder „Kieküber“. Es ist ihm auch plausibel, dass neben dem Wall am Silvitzer Ort auf der anderen Seite des Granitzer Ortes ein ähnlicher Ausguckwall an den Katharinenbergen lokalisiert war, während sich zwischen beiden Schutzwällen der Schanzenberg, als Refugium der Bevölkerung, befand. Haas schließt aufgrund fehlender geschichtlicher Erwähnungen über die Entstehung der Befestigungswerke, dass sie vorgeschichtlicher Zeit entstammen.

## Geschichte
Im Neolithikum entwickelt sich im hügeligen, mit Niederungen durchsetztem, Raum südlich der Granitz zwischen dem Rügischen Bodden der Lauterbacher Bucht, der Having und zum Selliner See eine geschlossene Siedlungskammer, welche bis in die ausgehende Eisenzeit kontinuierlich genutzt wird. Knapp vermutet im Schanzenort eine bronzezeitliche Fluchtburg. In der Granitz selbst ist das Fehlen von weiteren Bodendenkmälern auffällig, obwohl das Land rings umher von vorzeitlichen Grabmälern übersät ist. V. Hagenow vermutet daher, dass es sich bei der Granitz um einen Urwald handelt oder gar religiöse Aspekte in Form eines heiligen Haines für dieses Fehlen verantwortlich sind. Vergleichend zur Stubnitz unterstützt die Häufung an Großstein- und Hügelgräbern als Grenzmarken in unmittelbarer Nähe des Granitzer Forstes, die Annahme einer bronzezeitlichen Nutzung der genannten Verteidigungsanlagen.

## Volkstümliche Überlieferung
Der Volkskundler Alfred Haas überliefert das Märchen in seinem Buch von 1903 so:
„Das im schwarzen See versunkene Schloß.
In der Granitz, zwischen Jagdschloß und Sellin liegt in stiller Waldeseinsamkeit ein kleiner See, welcher im Volksmunde als der schwarze See bezeichnet zu werden pflegt. In diesem See ist vor vielen hundert Jahren ein prächtiges Schloß mit all seinen Bewohnern versunken. Nur der Schloßherr, welcher zu derselben Zeit zufällig auf die Jagd gegangen war, kam mit dem Leben davon. Als er nach beendigter Jagd auf das Schloß zurückkehren wollte, fand er an der Stelle, wo dasselbe gestanden hatte, den See vor, und von all den Herrlichkeiten, die er wenige Stunden vorher verlassen hatte, erblickte er nichts weiter als einen Stuhl, welcher auf dem See in der Nähe des Ufers umherschwamm. Auf dem Stuhle lagen seine Handschuhe, die er beim Aufbruch zur Jagd im Schloß vergessen hatte. Jetzt erinnerte er sich dessen, und unwillkürlich griff er nach den Handschuhen; kaum aber hatte er sie genommen, so sank auch der Stuhl in die Tiefe. Hätte er statt der Handschuhe den Stuhl ergriffen, so wäre das ganze Schloß mit all seinen Bewohnern wieder an die Oberfläche gekommen und erlöst gewesen.
Jedoch kann das Schloß auch jetzt noch erlöst werden, und zwar auf folgende Weise.
Wenn der Tag, an welchem das Schloß einst in die Tiefe gesunken ist, sich jährt, so kommt es an die Oberfläche des Wassers herauf. Wenn dann jemand den Mut hat, über das Wasser hinzuschreiten und in das Schloß einzutreten, so ist dieses erlöst. Und dabei braucht er keine Angst zu haben, daß er versinkt; denn das Wasser hat an diesem Tage die Kraft, daß es den, der das Schloß erlösen will, trägt und an der Oberfläche hält.
In der Neujahrsnacht kann man den Jubel der Schloßbewohner aus der Tiefe des Wassers heraufschallen hören; sie sind dann zuweilen so laut, daß der ganze Wald davon wiederhallt.“
Diese Sage findet sich in ganz ähnlicher Fassung am Serpin und am Herthasee wieder. Aus der Überlieferung vermutet Haas, gleich der beiden anderen Orte, dass sich am Ufer des Schwarzen Sees eine heidnische Kultstätte befunden haben könnte.

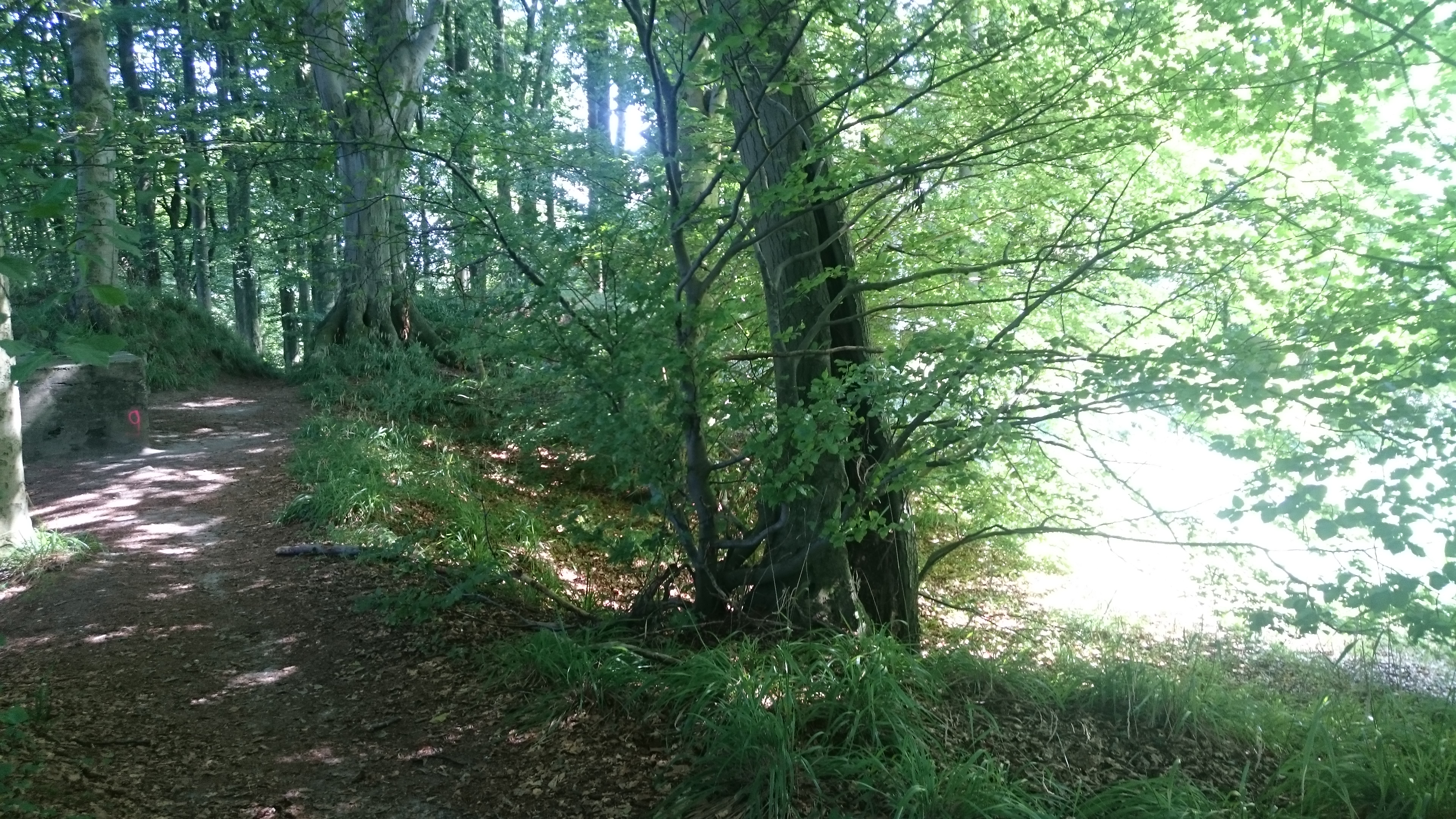
Der Schanzenberg in der Granitz: Blick westwärts zum nordöstlichen Eingang des Walls am Uferweg, 2015
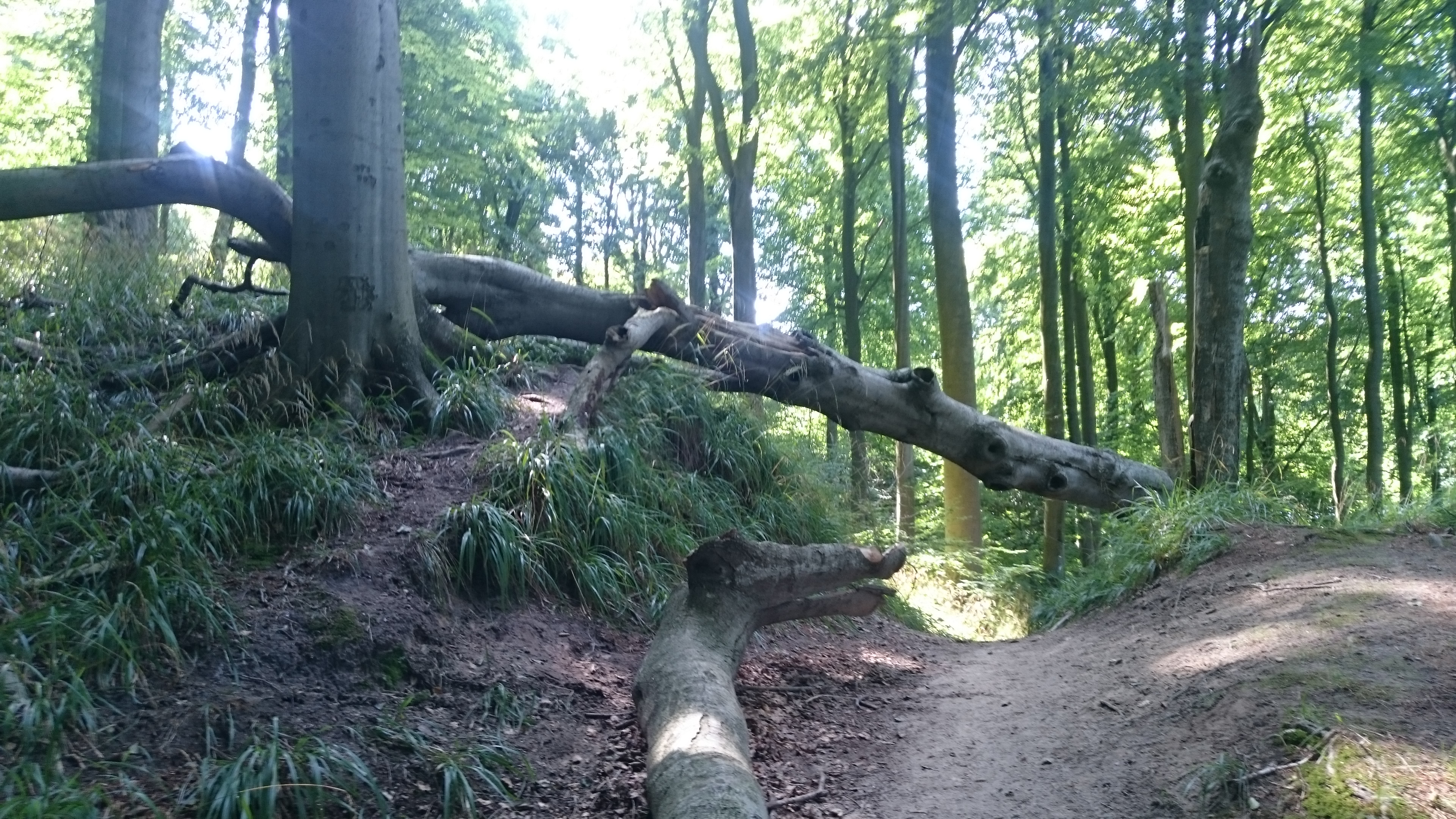
Der Schanzenberg in der Granitz: Blick westwärts zum nordwestlichen Eingang des Walls am Uferweg, 2015